# Mellan-Lersjön
Mellan-Lersjön är en sjö i Eda kommun i Värmland och ingår i Göta älvs huvudavrinningsområde. Sjön är 20 meter djup, har en yta på 0,804 kvadratkilometer och befinner sig 145,6 meter över havet. Sjön avvattnas av vattendraget Lillälven. Vid provfiske har bland annat abborre, gers, gädda och lake fångats i sjön.

## Delavrinningsområde
Mellan-Lersjön ingår i det delavrinningsområde (664681-129687) som SMHI kallar för Inloppet i Nedre Lersjön. Medelhöjden är 196 meter över havet och ytan är 27,12 kvadratkilometer. Det finns ett avrinningsområde uppströms, och räknas det in blir den ackumulerade arean 38,08 kvadratkilometer. Lillälven som avvattnar avrinningsområdet har biflödesordning 3, vilket innebär att vattnet flödar genom totalt 3 vattendrag innan det når havet efter 313 kilometer. Avrinningsområdet består mestadels av skog (90 procent). Avrinningsområdet har 1,22 kvadratkilometer vattenytor vilket ger det en sjöprocent på 4,5 procent.

## Fisk
Vid provfiske har följande fisk fångats i sjön:
- Abborre
- Gärs
- Gädda
- Lake
- Löja
- Mört
- Nors